# Veikko Männikkö
Veikko Iisakki Männikkö (Jalasjärvi, 28 dicembre 1921 – Seinäjoki, 19 giugno 2012) è stato un lottatore finlandese, specializzato nella lotta greco-romana. Ha rappresentato la Finlandia ai Giochi olimpici di Londra 1948 nella categoria pesi welter, chiudendo al quarto posto, e di Helsinki 1952 sempre nei pesi welter.